# Буруля (герб)
Буруля (пол. Birula) – шляхетський герб , відомий з єдиного зображення на печатці. За словами Тадеуша Гайля різновид герба Костеша.

## Опис герба
Опис з використанням принципів блазонування, запропонованих Альфредом Знамієровським:
В червоному полі срібна стріла без правої частні вістря, подвійно перехрещена і порвана в нижній частині. 
Єдина історична згадка про герб не містить кольору. Їх відтворив Тадеуш Гайль, за аналогією з гербом Костеша.

## Найбільш ранні згадки
Печатка Леона Бурулі, лісничий вітебського, від 1748 року.

## Гербовий рід
Герб, як власний герб, вживала лише одна родина:
Буруля (Birula).